# Bruinstuitbladspeurder
De bruinstuitbladspeurder (Automolus melanopezus) is een zangvogel uit de familie Furnariidae (ovenvogels).

## Verspreiding en leefgebied
Deze soort komt voor van zuidoostelijk Colombia tot zuidoostelijk Peru, extreem noordwestelijk Bolivia en westelijk amazonisch Brazilië.

## Status
De grootte van de populatie is niet gekwantificeerd maar de soort wordt omschreven als schaars met een versnipperde verspreiding. Op de Rode lijst van de IUCN heeft deze soort de status niet bedreigd.